# 大卡洛

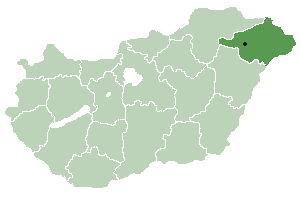

大卡洛（匈牙利語：Nagykálló）是匈牙利的城鎮，位於該國東北部，由索博尔奇-索特马尔-拜赖格州負責管轄，面積68.55平方公里，2011年人口9,996，其中約一半居民信奉天主教。

## 外部連結
- Official site （页面存档备份，存于）

47°53′N 21°51′E / 47.883°N 21.850°E